# 希巴姆
希巴姆（阿拉伯语：‎）是葉門中部城市，人口約7,000人，以其泥磚造摩天大樓聞名。
希巴姆的建築皆由泥磚所造，其中有500棟左右為塔樓，樓層有5至11層不等，每層樓有一或兩個房間。這種建築風格原是為了保護居民不受貝都因人的攻擊。雖然希巴姆已經有1,700年以上的歷史，然而大部分建築物都是在16世紀所建。許多建築物在過去幾個世紀經過多次重建。
希巴姆經常被稱為「世界上最早的摩天都市」、「沙漠中的曼哈頓」、世界上最早朝天空發展的城市之一。這個城市擁有一些世界上最高的泥造建築，有些超過30公尺高，符合當今公寓大廈的定義，代表這些建築是世界上最早的高層建築之一。

## 历史
从公元3世纪开始，就有文字记载当地。历史上当地是哈得拉姆王国的首都。

## 地理
希巴姆位于哈德拉毛省的中部偏西，地处沙漠中。希巴姆是连接西部首都萨那和东部地区的重要通道。

## 世界遗产
1982年，希巴姆古城列入联合国教科文组织世界遗产名录。该世界遗产被认为满足世界遺產登錄基準中的以下基準而予以登錄：
- （iii）呈现有关现存或者已经消失的文化传统、文明的独特或稀有之证据。
- （iv）关于呈现人类历史重要阶段的建筑类型，或者建筑及技术的组合，或者景观上的卓越典范。
- （v）代表某一个或数个文化的人类传统聚落或土地使用，提供出色的典范－特别是因为难以抗拒的历史潮流而处于消灭危机的场合。